# Jinous Nemat Mahmoudi
Zhinous Nemat Mahmoudi o Jin(o)us Ni (Teheran, 7 agosto 1928 – Teheran, 27 dicembre 1981) è stata una meteorologa iraniana seguace della fede Baháʼí e membro della sua Assemblea Spirituale Nazionale per l'Iran.
Arrivò a guidare il servizio meteorologico iraniano (la prima donna). Dopo la rivoluzione iraniana del 1979, la persecuzione dei baháʼí, appoggiata dallo Stato, ebbe un'escalation, finché il marito venne giustiziato nel 1980 e lei venne arrestata e uccisa nel 1981.

## Biografia

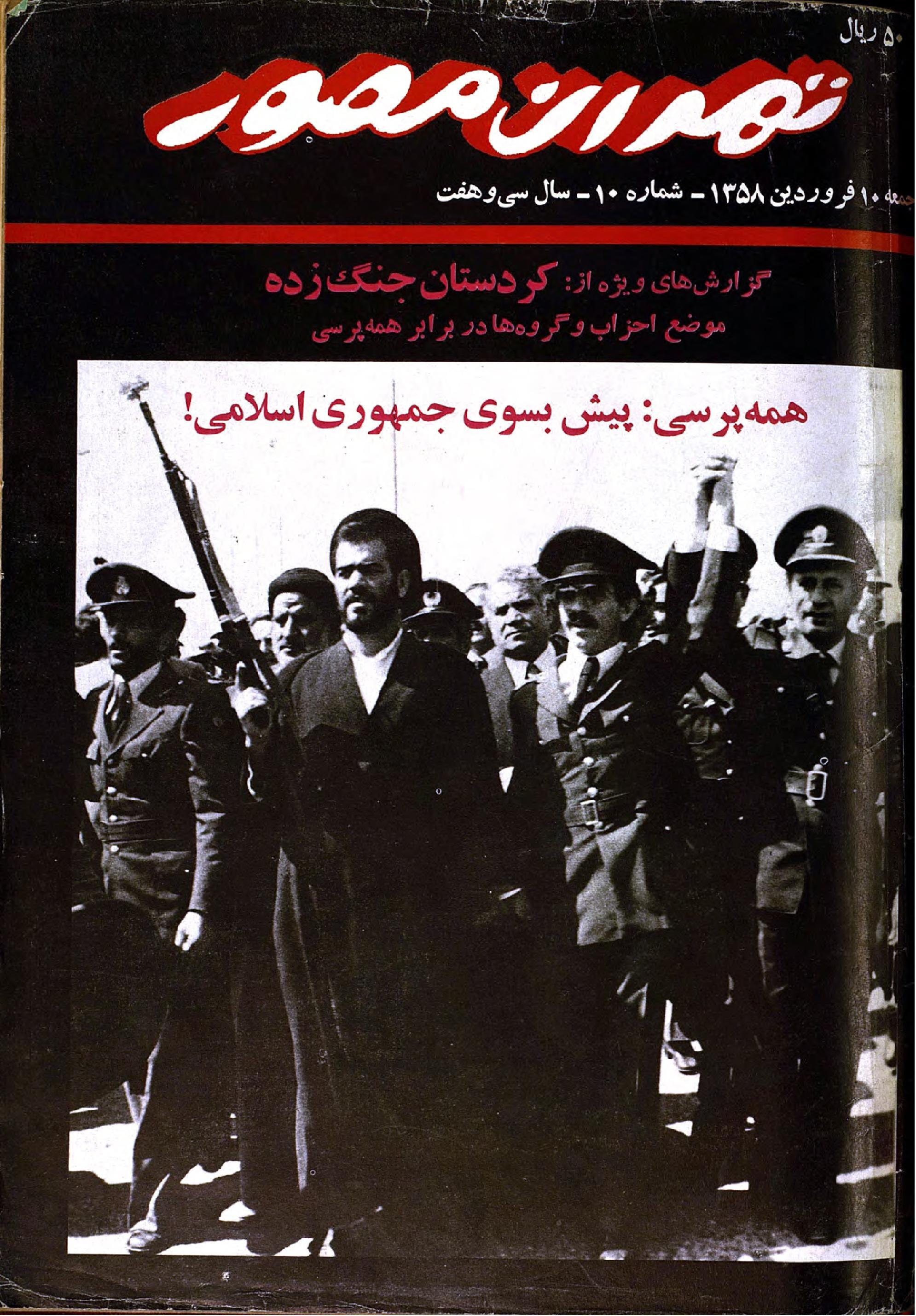
Una copertina della rivista di suo padre nel 1979

Mahmoudi nacque a Teheran. Uno dei suoi genitori era un'insegnante e l'altro pubblicava una rivista,Tehran Mosavar, ben consolidata e popolare durante il regno dello Scià d'Iran.
Era affascinata dalla scienza e dall'informazione. Formulò un piano per cercare di raccogliere e custodire conoscenze. Il suo piano era quello di utilizzare i microfilm in modo che le informazioni fossero preservate.
All'università studiò fisica e meteorologia e questo la portò a lavorare nel campo delle previsioni del tempo. È stata la prima meteorologa donna iraniana. Arrivò alla guida dell'Organizzazione meteorologica nazionale che faceva parte del Ministero della difesa del suo paese. Aveva de facto il grado di generale. Si interessò ai diritti delle donne e guidò il progetto Atlas che stava studiando l'uso dell'energia solare.
Sposò Houshang Mahmoudi, un presentatore di programmi per bambini. Erano membri della fede Baha'i e avevano tre figli.
Nel 1979 avvenne la rivoluzione e la fede baha'i e i suoi seguaci furono perseguitati. Persero il lavoro e vissero e lavorarono in segreto, con i figli mandati all'estero per la loro istruzione. Divenne una leader nella fede baha'i, nonostante alcuni membri venissero uccisi. Suo marito scomparve senza motivo nell'agosto 1980. Jinous Mahmoudi  fu arrestata il 13 dicembre 1981 insieme ad altri leader della sua fede d era in visita a un membro dell'associazione baha'i. Gli altri erano Sirous Rowshani, Kamran Samimi, Mahmoud Majnoob, Jalal Azizi, Mehdi Amin Amin, Ezzat Forouhi e Ghodrat Rouhani. Furono uccisi da un plotone di esecuzione il 27 dicembre.
Non venne mai pubblicata qualche informazione sui motivi dell'arresto, del processo e del verdetto salvo un documento del procuratore generale del Tribunale rivoluzionario islamico di Teheran, il 28 dicembre 1981, in cui Jinous Mahmoudi e altri sette baha'i venivano condannati a morte con l’accusa di “spionaggio”.
Jinous Mahmoudi venne giustiziata in Iran un anno e mezzo dopo la scomparsa del marito. Successivamente l'ubicazione della sua tomba anonima, a Kofrabad nel cimitero di Behesht Zahra, fu comunicata ai familiari, informati ufficiosamente della sua morte.

## Eredità
Nel 2018, alla Camera dei rappresentanti degli Stati Uniti è stato chiesto di approvare una risoluzione della Camera (HR274) in occasione del 36º anniversario della morte di Jinous Mahmoudi. La risoluzione "condanna il governo della persecuzione della minoranza Bahai promossa dallo stato iraniano".